# Kilhou koz
Le kilhou koz (en français quilles à l'ancienne) est un jeu de quilles breton, surtout joué dans le Sud Finistère et dans la partie ouest du Morbihan.
Le kilhou koz est une pratique classé à l'inventaire du patrimoine culturel immatériel en Franceen 2012. 

## Règles
Le kilhoù koz (quilles à l'ancienne) se joue sur un terrain plat de préférence en terre. 
Il est constitué de 9 quilles en bois obusées et de différentes tailles (1 grande, 4 moyennes, 4 petites). Les quilles sont disposées dans un rectangle, le côté étroit étant face aux joueurs.
Le jeu oppose deux joueurs ou deux équipes. Il consiste à marquer le maximum de points en renversant en priorité la quille centrale, la "vieille", qui vaut neuf points. Le joueur lance successivement les 5 boules contre des quilles, puis cède son tour au suivant. 
Les joueurs effectuent les cinq lancers à la suite. Chacun doit faire rouler la boule au moins un mètre avant les quilles. Chaque quille doit être abattue seule pour valoir sa valeur (la quille centrale : 9 points, les quilles moyennes : 5 points ; les petites : 1 point). Si plusieurs quilles tombent ensemble, elles ne valent plus qu'un point chacune. Seule "la vieille" peut être relevée entre chaque lancer, si elle tombe.
Le gagnant est le joueur ou l'équipe qui totalise le plus grand nombre de points après avoir épuisé les 5 lancers autorisés. Autre façon de jouer : "par contrat", les joueurs fixent un certain nombre de points à atteindre. Le gagnant est celui qui le premier y parvient ou qui s'en approche le plus.